# Quarna Sotto
Quarna Sotto est une commune italienne de la province du Verbano-Cusio-Ossola dans la région Piémont en Italie.

## Administration
| Période                                  | Période | Identité | Étiquette | Qualité |
| ---------------------------------------- | ------- | -------- | --------- | ------- |
|                                          |         |          |           |         |
| Les données manquantes sont à compléter. |         |          |           |         |

### Communes limitrophes
Nonio, Omegna, Quarna Sopra, Valstrona, Varallo Sesia

## Culture
Un musée d'ethnographie et d'instruments à vent se trouve à Quarna Sotto.